# 梅洛 (塞罗拉尔戈省)
梅洛（西班牙語：Melo），旧译弥罗，是位于乌拉圭东北部的一座城市，也是塞罗拉尔戈省的首府。